# Kołgujew
Kołgujew (ros. Колгуев) – wyspa polarna w południowo-wschodniej części Morza Barentsa. Pod względem politycznym należy do Rosji (Nieniecki Okręg Autonomiczny). Jej powierzchnia wynosi prawie 5000 km². 

## Geografia i geologia

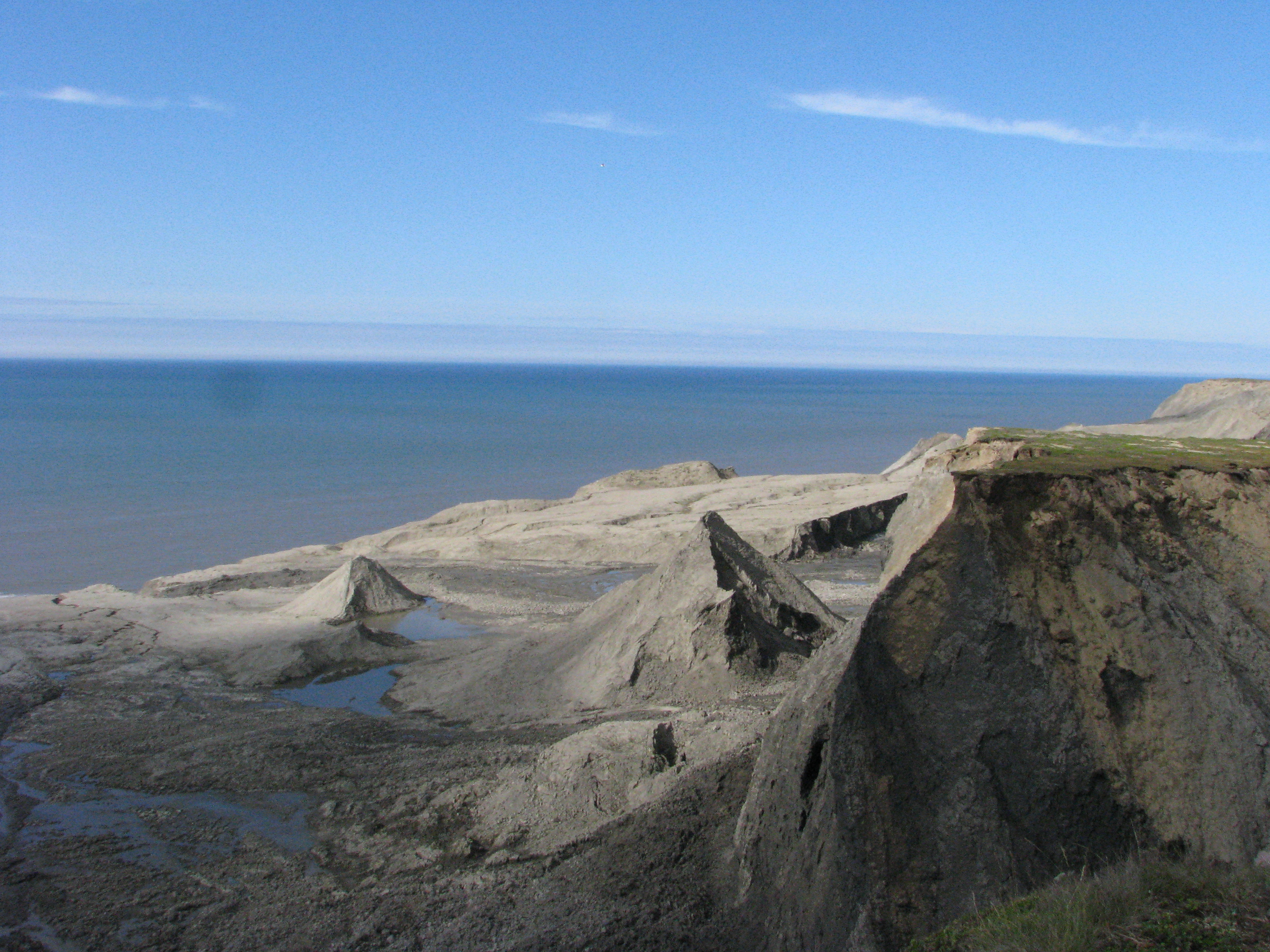
Krajobraz wybrzeża

Wyspa ma dość dobrze rozwiniętą linię brzegową w południowej i wschodniej części. Ukształtowanie powierzchni jest równinne z niewielkimi wzniesieniami w części środkowej (wzgórza morenowe do 166 m n.p.m.). Zbudowana jest z osadów czwartorzędowych. Znajdują się na niej liczne bagna i jeziora polodowcowe. Panuje tutaj klimat subpolarny, a porasta roślinność o charakterze tundrowym. 

## Ludność i gospodarka
Trudne warunki naturalne sprawiają, że jest słabo zaludniona, zamieszkuje tu ok. przez 200 mieszkańców, głównie Nieńcy i Rosjanie, zajmujący się myślistwem, rybołówstwem i hodowlą reniferów. Główna i jedyna miejscowość na wyspie to Bugrino.
W 1987 rozpoczęto przemysłową eksploatację ropy naftowej ze złoża szelfowego wyspy. Wywiercono wówczas 30 otworów eksploatacyjnych. Z uwagi na płytkość szelfu (brak dostępu dla tankowców) przeprowadzono czterokilometrowy rurociąg na głębsze wody. Mogą z niego korzystać tankowce rzeczno-morskie o niewielkim zanurzeniu.